# 白村遗址
白村遗址，位于山西省忻州市定襄县受录乡白村村西约1公里处，是中华人民共和国山西省文物保护单位之一。
1986年8月18日，授予山西省文物保护单位，是一座古遗址。